# Dobryłów

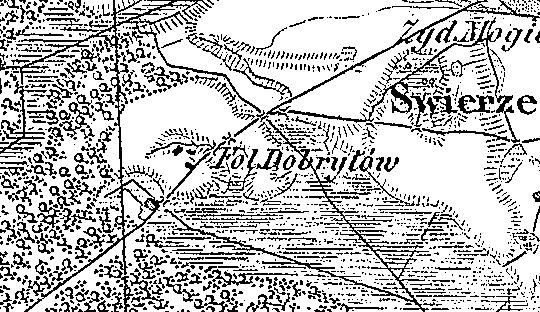
Folwark Dobryłów na mapie topograficznej Królestwa Polskiego z 1839 r.

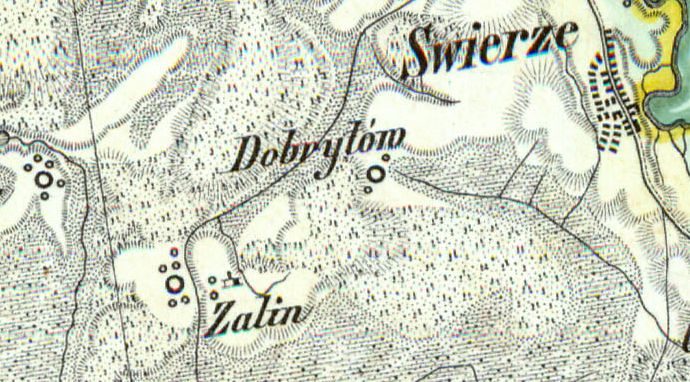
Dobryłów na mapie D.G. Reymanna (XIX w).

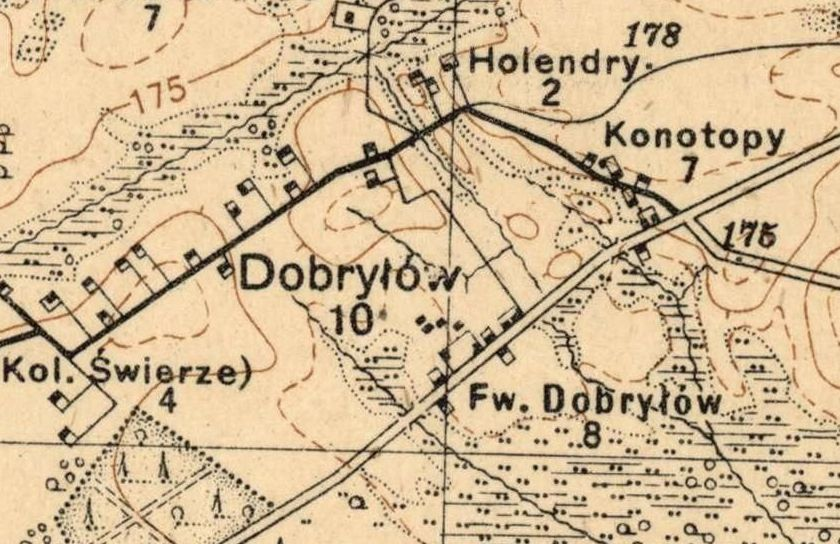
Dobryłów na mapie Wojskowego Instytutu Geograficznego z 1931 r.

Dobryłów – kolonia w Polsce położona w województwie lubelskim, w powiecie chełmskim, w gminie Ruda-Huta. W latach 1867–1954 należała do gminy Świerże.
W latach 1975–1998 miejscowość administracyjnie należała do województwa chełmskiego. 
Wieś stanowi sołectwo gminy Ruda-Huta. Według Narodowego Spisu Powszechnego (III 2011 r.) liczyła 151 mieszkańców i była trzynastą co do wielkości miejscowością gminy Ruda-Huta.
Wierni Kościoła rzymskokatolickiego należą do parafii Świętych Apostołów Piotra i Pawła w Świerżach.

## Części kolonii
| SIMC    | Nazwa         | Rodzaj     |
| ------- | ------------- | ---------- |
| 0106135 | Konotopa      | przysiółek |
| 0106141 | Olendry       | przysiółek |
| 0106193 | Zielone Grądy | przysiółek |

## Historia
Miejscowość wzmiankowana w XVI w. W XVI-XIX w. należała do dóbr Świerże. W 1827 r. liczyła 11 domów i 66 mieszkańców. Według stanu z 1885 r. folwark Dobryłów zajmował powierzchnię 280 mórg, a wieś Dobryłów osad (gospodarstw) 7, gruntów mórg 18. Według spisu powszechnego z 30 września 1921 r. folwark Dobryłów liczył 50 mieszkańców, w tym narodowości polskiej 49, innej 1, wyznania rzym.-kat. 21, prawosławnego 29. Wieś Dobryłów zamieszkiwały 84 osoby, w tym narodowości polskiej 77, żydowskiej 6, innej 1, wyznania rzym.-kat. 76, prawosławnego 1, ewangelickiego 1, mojżeszowego 6. Po drugiej wojnie światowej w Dobryłowie istniały: Szkoła Przysposobienia Rolniczego, szkoła podstawowa i Rolnicza Spółdzielnia Produkcyjna. W 2000 r. wieś liczyła 161 mieszkańców.